# 缀锦蛤
是帘蛤目帘蛤科浅蜊属的一种。主要分布于新加坡、马来西亚、印度尼西亚、中国大陆、台湾，常栖息在潮间带至潮下带、浅海20米砂质或珊瑚礁平台的粗砂中。